# Полінг 1
Полінг 1 (англ. Palling 1) — індіанська резервація в Канаді, у провінції Британська Колумбія, у межах регіонального округу Балклі-Нечако.

## Населення
За даними перепису 2016 року, індіанська резервація нараховувала 10 осіб. Середня густина населення становила 31,5 осіб/км².

## Клімат
Середня річна температура становить 2,2°C, середня максимальна – 17,1°C, а середня мінімальна – -16,1°C. Середня річна кількість опадів – 506 мм.
| Клімат поселення                              | Клімат поселення | Клімат поселення | Клімат поселення | Клімат поселення | Клімат поселення | Клімат поселення | Клімат поселення | Клімат поселення | Клімат поселення | Клімат поселення | Клімат поселення | Клімат поселення | Клімат поселення |
| Показник                                      | Січ.             | Лют.             | Бер.             | Квіт.            | Трав.            | Черв.            | Лип.             | Серп.            | Вер.             | Жовт.            | Лист.            | Груд.            |                  |
| Середній максимум, °C                         | −3,47            | −0,31            | 3,68             | 8,58             | 13,31            | 17,14            | 16,65            | 16,25            | 12,06            | 6,73             | −0,28            | −4,84            |                  |
| Середня температура, °C                       | −9,77            | −6,62            | −2,63            | 2,27             | 7,01             | 10,84            | 13,18            | 12,78            | 8,58             | 3,27             | −3,74            | −8,31            |                  |
| Середній мінімум, °C                          | −16,06           | −12,92           | −8,92            | −4,02            | 0,72             | 4,54             | 9,70             | 9,32             | 5,12             | −0,19            | −7,2             | −11,76           |                  |
| Норма опадів, мм                              | 48               | 30               | 28               | 18               | 40               | 56               | 52               | 44               | 44               | 48               | 50               | 48               |                  |
| Середньомісячна швидкість вітру, м/с          | 1.72             | 1.79             | 1.99             | 2.17             | 2.19             | 2.16             | 2.07             | 1.89             | 1.81             | 1.91             | 1.90             | 1.70             |                  |
| Середньомісячна сонячна радіація, кДж/м²·день | 2336             | 4952             | 9549             | 14619            | 18121            | 19728            | 19241            | 16188            | 10862            | 5659             | 2613             | 1650             |                  |
| --------------------------------------------- | ---------------- | ---------------- | ---------------- | ---------------- | ---------------- | ---------------- | ---------------- | ---------------- | ---------------- | ---------------- | ---------------- | ---------------- | ---------------- |
| Джерело:                                      |                  |                  |                  |                  |                  |                  |                  |                  |                  |                  |                  |                  |                  |